# Arthur Fryatt
Arthur William Fryatt (* 17. Juni 1905 in Matlock; † 30. März 1968 in Brentwood) war ein englischer Fußballspieler.

## Karriere
Fryatt spielte in der Saison 1927/28 bei dem aus Romford stammenden Klub Great Eastern, der in der Spartan League, einer Amateurliga im Großraum London, antrat. Im September 1927 unterlag er mit dem Team im Finale um das Ilford Hospital Shield Barking Town mit 0:5. In der Folge war Fryatt linker Verteidiger und Mannschaftskapitän des Ligakonkurrenten Brentwood & Warley und wurde mehrfach für Auswahlteams von Essex berufen. Im Januar 1931 spielte er bei einem Auswahlspiel der englischen Amateurnationalmannschaft auf Seiten von The Rest gegen England. Die Partie endete mit einer 0:4-Niederlage, wobei Viv Gibbins, Mittelstürmer bei West Ham United, einen Hattrick erzielte. Essex gewann 1931 die Southern Counties’ Amateur Championship, und Fryatt erhielt, obwohl er nach seinem Wechsel ins Profilager an den letzten Spielen nicht mehr mitwirken konnte, im Juni 1931 ein Abzeichen vom Verband verliehen.
Am 12. März 1931 war Fryatt Teil einer Auswahl der Football Association, die gegen eine Verbandsauswahl von Norfolk mit 6:2 gewann, dabei bildete er mit Torhüter Cyril Spiers (Tottenham Hotspur) und Tom Wethersby (Crystal Palace) die Defensive. Zwei Tage später war er als Testspieler für West Ham United bei einem Freundschaftsspiel gegen die Wolverhampton Wanderers im Einsatz. Noch Ende März 1931 wurde er vom Hauptstadtklub verpflichtet und gab damit auch seinen Amateurstatus auf. Sein Profidebüt gab er noch im selben Monat vor 16.000 Zuschauern im heimischen Upton Park anlässlich einer 0:1-Niederlage gegen Derby County, als er auf der Linksverteidigerposition den verletzten Reg Wade vertrat. Obwohl er am Gegentor mitbeteiligt war, fiel die Bewertung in der Athletic News wohlwollend aus, die konstatierte: „Mit ein wenig mehr Erfahrung sollte der vormalige Amateur einen regulären Platz in der West-Ham-Mannschaft finden.“
In der folgenden Erstligasaison 1931/32, die für West Ham mit dem Abstieg endete, fand er keine Berücksichtigung im Team von Trainer Syd King, obwohl sich im Saisonverlauf mit Wade, Alf Chalkley, Charlie Cox und Alf Earl insgesamt vier Spieler auf der linken Verteidigerposition versuchen durften. Erst als auch der Start in die Zweitligaspielzeit 1932/33 mit nur einem Sieg aus den ersten sieben Spielen misslang, erhielt er Anfang Oktober 1932 eine neuerliche Chance, nach einer 0:1-Heimniederlage gegen den FC Bury und einer anschließenden 0:6-Pleite bei Lincoln City besetzte im restlichen Saisonverlauf Albert Walker die Linksverteidigerposition, daran änderte auch ein Trainerwechsel hin zu Charlie Paynter nichts. Fryatt hatte auch einen Auftritt im Januar 1933 beim Aufeinandertreffen zweier Londoner Auswahlteams, auf Seiten einer Auswahl der Klubs Arsenal, Chelsea, Tottenham und West Ham, als erstmals ein vom englischen Fußballverband sanktioniertes Spiel unter Flutlicht ausgetragen wurde. Die Partie vor knapp 10.000 Zuschauern im White City Stadium endete 3:0 und rief ein geteiltes Medienecho über die Austragung abendlicher Fußballspiele hervor. Im Sommer 1933 wurde er von West Ham auch für die folgende Saison verpflichtet, weitere Pflichtspieleinsätze für West Hams erste Mannschaft folgten aber nicht mehr, mutmaßlich verließ er den Klub spätestens 1934.
Ab September 1936 findet sich sein Name wiederholt in Aufstellungen und Spielberichten von Chelmsford City in der Eastern Counties League, im Januar 1937 wurde er erstmals in einem „mäßig erfolgreichen Experiment“ als Mittelstürmer aufgeboten. Für Chelmsford trat Fryatt noch mindestens bis Februar 1938 in Erscheinung. Im Dezember 1939, als wegen des Zweiten Weltkriegs der reguläre Spielbetrieb landesweit bereits ausgesetzt war, lief er wieder bei Brentwood & Warley auf. Ab 1943 findet sich sein Name regelmäßig in Essex-Auswahlteams des National Fire Services, wiederholt auch als Mittelstürmer. Im Januar 1944 wurden ihm trotz seines fortgeschrittenen Fußballeralters „einige clevere Ballkontakte als Mittelstürmer“ bescheinigt und im April 1944 war er als Torschütze im siegreichen Finale um den Garon Football Cup als Auswahlspieler für den Chelmsford NFS erfolgreich. Daneben war er im August 1943 als 12. Mann einer Cricket-Auswahl der Essex Fire Force nominiert.